# Kamow Ka-62
Der Kamow Ka-62 (russisch Камов Ка-62) ist die zivile Version der Kamow Ka-60 des russischen Herstellers Kamow.

## Geschichte
Der Prototyp dieser Maschine hatte fünf Rotorblätter, beim Serienmodell sind es nur noch vier. Dieser Hubschraubertyp soll für den Fracht- und Personentransport sowie im Rettungswesen eingesetzt werden. Die Musterzulassung wurde Ende 2021 erteilt, eine Serienfertigung sollte mit sechs Ka-62 im Jahr 2022 anlaufen. Die Typen-Zertifizierung wurde 2022 eingestellt.

## Ausstattung
Die Kabine besteht zu 50 % aus Verbundwerkstoffen. Der Drehmomentausgleich erfolgt durch einen Fenestron. Der Horizontal-Stabilisator hat zwei vertikale Endscheiben. Das einziehbare Dreibeinspornfahrwerk hat Zwillingsbereifung. Die Pilotenkabine ist fast vollständig verglast, um bessere Sichtverhältnisse zu gewähren. Die beiden Gasturbinen sind im hinteren Teil des oberen Rumpfes angebracht. Die Passagierkabine ist durch zwei Schiebetüren leicht zugänglich.

## Technische Daten
| Kenngröße            | Daten                                                              |
| -------------------- | ------------------------------------------------------------------ |
| Besatzung            | 2                                                                  |
| Passagiere           | 16                                                                 |
| Rumpflänge           | 12,80 m                                                            |
| Höhe                 | 3,70 m                                                             |
| Rotordurchmesser     | 13,50 m                                                            |
| Leermasse            | 2500 kg                                                            |
| Anhängelast am Haken | 2270 kg                                                            |
| max. Startmasse      | 6500 kg                                                            |
| Antrieb              | 2 Turbomeca Ardiden 3G mit je 1.776 PS (1.306 kW); später WK-1600W |
| Reisegeschwindigkeit | 290 km/h                                                           |
| Dienstgipfelhöhe     | 5200 m                                                             |
| max. Reichweite      | 700 km                                                             |